# Teofil T. Vescan

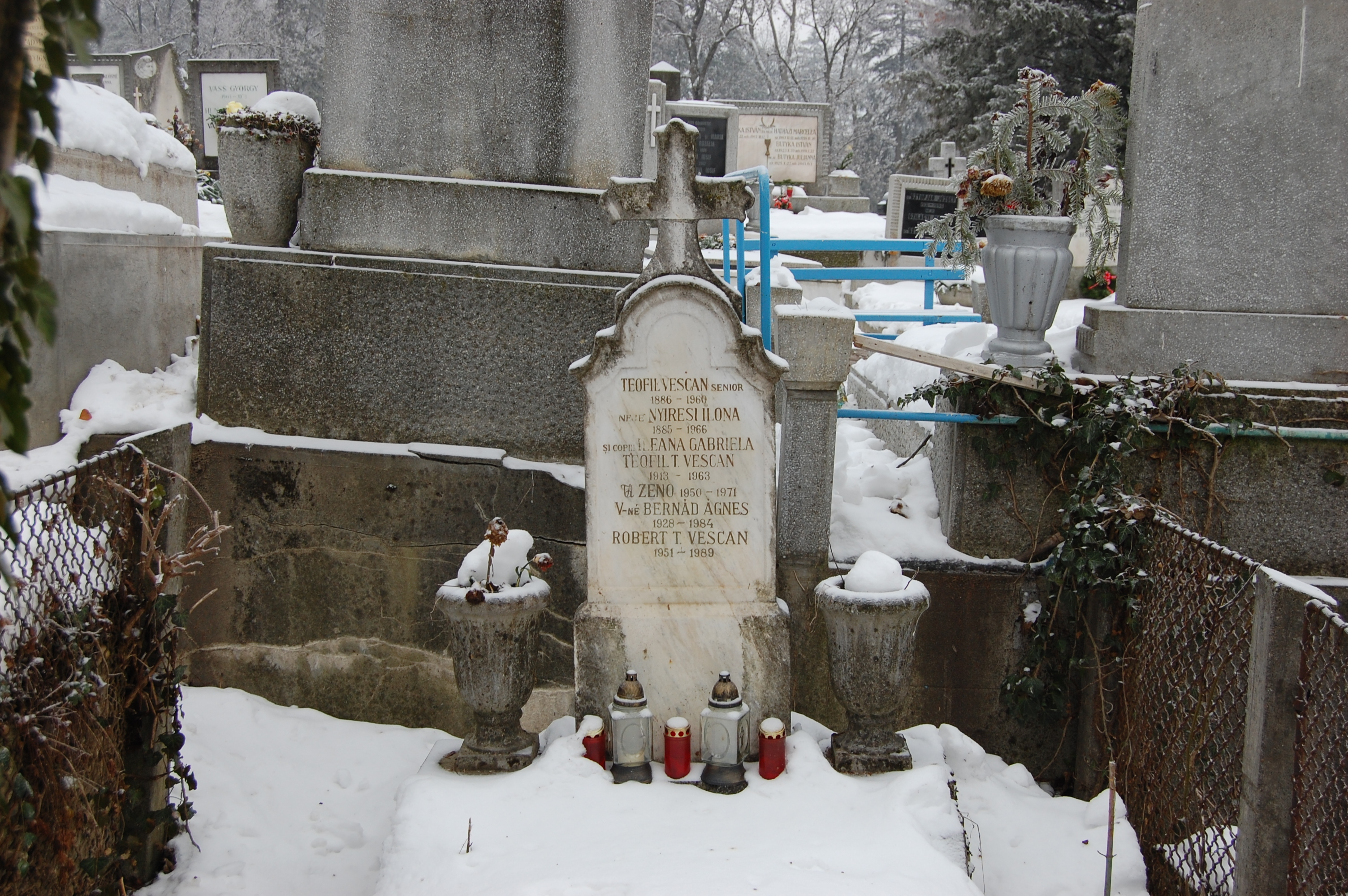
Családi sírja a Házsongárdi temetőben

Teofil T. Vescan (Pozsony, 1913. július 11. – Jászvásár, 1963. december 9.) fizikus, egyetemi tanár, 1945 és 1948 között a Bolyai Tudományegyetem tanára.

## Életpályája
Apja Teofil Vescan (1886–1960), banktisztviselő, 1944 őszén Kolozs megye főispánja (prefektusa), anyja Nyiresi Ilona (1885–1966).
Teofil T. Vescan tehetségére már középiskolás korában felfigyeltek tanárai. 1923 és 1931 között Kolozsváron járt iskolába. 1931-ben beiratkozott a kolozsvári Ferdinánd Egyetemre, ahol matematika-fizika (1934–35), később matematika (1936–37) szakot végzett. Közben Párizsban és Bukarestben is tanult. Párizsban különösen Paul Langevin és Louis de Broglie hatottak rá, míg Kolozsváron Augustin Maior. Utóbbi 1935-ben gyakornoknak, később tanársegédnek fogadta. 1939-ben Augustin Maiornál doktorált Adalékok a reális folyadékok kinetikus és relativisztikus elméletéhez című dolgozatával.
Tudományos eredményei ebből a korszakból: az ötdimenziós Kaluza-elmélettel, a Markov-folyamatokkal, a folyadékok statisztikus és relativisztikus elméletével, a rugalmas testek mechanikájával kapcsolatosak. 1940 és 1944 között középiskolai tanárként dolgozott. Antifasiszta és baloldali tevékenysége miatt 1941–42-ben munkaszolgálatra vitték, 1943-ban jobbnak látta Dél-Erdélybe menekülni.
1944-ben docensnek nevezték ki, 1945-től a Bolyai Tudományegyetem professzora az elméleti fizika tanszéken, 1948-ban a kolozsvári Victor Babeș Tudományegyetem, majd 1950-től haláláig a jászvásári egyetem tanára. Jászvásáron egyben a fizikai intézet igazgatója is. Rejtélyes balesetben halt meg 1963-ban. Kolozsváron temették el, sírja a Házsongárdi temető III. B. parcellájában van, átellenben az Apáczai Csere János síremlékével.

## Családja
Felesége Bernád Ágnes (1928–1984) matematika–fizika szakos tanár. Fiai Zeno (1950–1971) és Robert (1951–1989).

## Munkássága
„Előadásai (amelyeken hallgatóként, majd tanársegédként magam is részt vehettem) széles tudásáról, csalhatatlan memóriájáról, tüneményes számolási készségről, gazdag fantáziáról és dinamikus egyéniségéről tanúskodtak. Fizikatörténeti és filozófiai vonatkozásokkal is színezte lendületes, bő információkat nyújtó előadásait. Tudományos vonalon is újabb lépést tett, elkezdte a relativisztikus terek metrikájával kapcsolatos sikeres vizsgálatait, és több fiatal munkatársát vezette be a relativitáselmélet rejtelmeibe.” 
Az elméleti fizika több területével foglalkozott: kinetikus anyagelmélet, csillagászati refrakció, kéttest-probléma változó tömeggel, reális folyadékok, a tehetetlenség elvének általánosítása, tudományfilozófia.
Több, mint 370 dolgozatot (szakcikket, könyvet, tudománynépszerűsítő dolgozatot) közölt.